# Mount Mitchell, British Columbia
Mount Mitchell är ett berg i Kanada.   Det ligger i provinsen British Columbia, i den sydvästra delen av landet, 3 700 km väster om huvudstaden Ottawa. Toppen på Mount Mitchell är 1 842 meter över havet, eller 846 meter över den omgivande terrängen. Bredden vid basen är 9,1 km.
Terrängen runt Mount Mitchell är bergig åt sydväst, men åt nordost är den kuperad.Runt Mount Mitchell är det mycket glesbefolkat, med 5 invånare per kvadratkilometer.. Det finns inga samhällen i närheten. 
I omgivningarna runt Mount Mitchell växer i huvudsak barrskog.